# Симпсон, О Джей
Орентал Джеймс Си́мпсон (англ. Orenthal James Simpson; 9 июля 1947, Сан-Франциско, Калифорния — 10 апреля 2024, Лас-Вегас, Невада), более известный как О Джей Си́мпсон (англ. "O. J." Simpson) — американский раннинбек и актёр, первый игрок Национальной футбольной лиги, пробежавший с мячом более 2000 выносных ярдов за сезон. Хотя после 1973 года ещё шесть игроков пробежали более 2000 выносных ярдов за сезон, он является единственным игроком, преодолевшим этот рубеж за 14 игр (в 1978 году длительность сезона НФЛ была увеличена до 16 игр). В 1985 году Симпсон был включён в Зал Славы профессионального американского футбола.
В качестве актёра сыграл роль детектива Нортберга в трилогии «Голый пистолет».
Получил скандальную известность после того, как был обвинён в убийстве своей бывшей жены и её приятеля, явившегося случайным свидетелем преступления, который приехал к дому потерпевшей вернуть оставленные за ужином в ресторане очки её матери. Симпсон был оправдан судом присяжных, большинство из которых составляли чернокожие. Через два года он проиграл гражданское дело, согласно которому Симпсон был признан виновным, но не был осужден.

## Биография
О Джей Симпсон прославился тем, что, будучи игроком Национальной футбольной лиги, за один сезон пробежал с мячом более 2 тысяч ярдов. После окончания спортивной карьеры долгое время снимался в различной рекламе. В качестве спортивного комментатора появился на телевидении. Известен как актёр, на счету которого более десятка фильмов.

### Обвинения в убийстве
Скандальную известность О. Джею принесло громкое судебное дело о двойном убийстве. Бывшую звезду НФЛ обвинили в убийстве 12 июня 1994 года бывшей жены Николь Браун-Симпсон и её любовника — молодого официанта Рональда Голдмана.
В 1995 году он был оправдан присяжными, большинство которых составляли чернокожие, и избежал смертной казни. Избежать наказания ему помогли адвокаты, которых за уровень квалификации прозвали «сказочной упряжкой»: Роберт Кардашьян и Джонни Кокран. Разбирательство было объявлено «процессом века» из-за народной огласки и скандала, связанного с известностью обвиняемого и натянутыми отношениями между чернокожим населением и полицией Лос-Анджелеса. В соответствии с американской системой правосудия, состоявшееся после этого гражданское судебное разбирательство нашло Симпсона виновным в смерти бывшей жены и Рона Голдмана. Суд обязал Симпсона выплатить штраф в размере 33,5 млн долларов.
Осенью 2006 года планировалась публикация книги О. Джея Симпсона «Если бы я сделал это», в которой он выдвигает «гипотетическое» описание убийства Браун-Симпсон и Рональда Голдмана, если бы его делал он сам. Это вызвало активную публичную критику, и выход книги был отменён. Поскольку по второму суду Симпсон был обязан выплатить семьям своих жертв большую сумму, он был объявлен банкротом и потерял права на эту книгу. Она была выпущена в 2007 году под названием «Если бы я сделал это: Признания убийцы», и к первоначальному тексту были добавлены комментарии семьи Голдмана (получившей права на книгу; семья Николь была против издания), Пабло Фенхвеса (литературного «призрака», создавшего первоначальную книгу, соседа Симпсона и свидетеля обвинения) и журналиста Доминика Данна.
4 октября 2008 года суд Лас-Вегаса признал Симпсона виновным в вооружённом ограблении и похищении людей: 3 сентября 2007 года Симпсон вместе с приятелями ворвался в номер одной из гостиниц Лас-Вегаса к торговцу спортивными трофеями и, угрожая пистолетом, силой отобрал принадлежавшие ему ранее кубки. Подсудимому грозило пожизненное заключение. Прокурор требовала от судьи, рассматривавшего дело, приговорить Симпсона к 18 годам лишения свободы. Адвокат просил для своего подзащитного минимального наказания — шестилетнего тюремного заключения. 5 декабря 2008 года суд Лас-Вегаса приговорил О. Джея Симпсона к 33 годам тюремного заключения с возможностью досрочного освобождения в 2017 году.
Отбывал срок как заключённый под номером 102820 в тюрьме близ города Лавлок.
В 2013 году комиссия по УДО штата Невада частично удовлетворила ходатайство об условно-досрочном освобождении, в результате чего Симпсон мог быть помилован в 2017 году.
Симпсон был помилован 20 июля 2017 года и вышел на свободу 1 октября 2017 года.
Последние годы жизни прожил в Лас-Вегасе, получая социальное обеспечение и пенсии от НФЛ и гильдии актёров.
Скончался 10 апреля 2024 года от рака предстательной железы.

## В культуре
Криминальный сюжет с Симпсоном упоминает в своём знаменитом интервью «Плейбою» американский писатель-фантаст Рэй Бредбери: "Когда О Джей Симпсон удирал по трассе от полиции и вертолётов, в «Таймс» написали: «Это же прямо финал „Фаренгейта“!»…".
Делу Симпсона посвящён первый сезон телесериала «Американская история преступлений», роль Симпсона исполнил Кьюба Гудинг-младший. Также Симпсону посвящён документальный фильм «О Джей: Сделано в Америке» (2016).
Фраза «Я не чёрный, я О Джей» использована в песне «The Story of O.J.» рэпера Jay-Z с альбома 2017 года 4:44.
9-я серия 7-го сезона сериала «Гриффины» называется «О Джей Симпсон на свободе». Серия посвящена жизни Симпсона после скандального дела 1994 года. Премьера серии состоялась на канале FOX 15 марта 2009 года, но события, происходящие в серии датированы мартом 2007 года, до событий сентября того же года.

## Избранная фильмография
| Год  |    | Русское название                    | Оригинальное название                          | Роль                |
| ---- | -- | ----------------------------------- | ---------------------------------------------- | ------------------- |
| 1973 | ф  | Почему?                             | Why                                            | атлет               |
| 1974 | ф  | Человек клана                       | Klansman                                       | Гарт                |
| 1974 | ф  | Ад в поднебесье                     | The Towering Inferno                           | Джерниган           |
| 1976 | ф  | Отряд убийц                         | Killer Force                                   | «Боппер» Александер |
| 1976 | ф  | Перевал Кассандры                   | The Cassandra Crossing                         | Хейли               |
| 1977 | с  | Корни                               | Roots                                          | Кэди Турей          |
| 1977 | тф | Убийственный роман                  | A Killing Affair                               | Вудроу Йорк         |
| 1978 | ф  | Козерог-1                           | Capricorn One                                  | Джон Уокер          |
| 1979 | ф  | Огневая мощь                        | Firepower                                      | Кэтлетт             |
| 1979 | тф | Голди и боксёр                      | Goldie and the Boxer                           | Джо Галлахер        |
| 1980 | тф | На пути к разрушению                | Detour to Terror                               | Ли Хейс             |
| 1981 | тф | Голди и боксёр едут в Голливуд      | Goldie and the Boxer Go to Hollywood           | Джо Галлахер        |
| 1983 | тф | Кокаин и голубые глаза              | Cocaine and Blue Eyes                          | Джо Галлахер        |
| 1983 | ф  | Гэмбон и Хилли                      | Hambone and Hillie                             | Такер               |
| 1987 | ф  | Обратно на пляж                     | Back to the Beach                              | мужчина в аэропорту |
| 1988 | ф  | Голый пистолет                      | The Naked Gun: From the Files of Police Squad! | детектив Нортберг   |
| 1991 | ф  | Голый пистолет 2½: Запах страха     | The Naked Gun 2½: The Smell of Fear            | детектив Нортберг   |
| 1992 | ф  | ЦРУ: Операция «Алекса»              | CIA Code Name: Alexa                           | детектив Ник Мёрфи  |
| 1993 | ф  | Негде спрятаться                    | No Place to Hide                               | Олли Уилер          |
| 1994 | ф  | Голый пистолет 33⅓: Последний выпад | Naked Gun 33 1/3: The Final Insult             | детектив Нортберг   |